# المعملة (خولان)

تعديل مصدري - تعديل

المعملة هي إحدى قرى عزلة بني شداد بمديرية خولان التابعة لمحافظة صنعاء، بلغ تعداد سكانها 129 نسمة حسب تعداد اليمن لعام 2004.